# Панум, Гортензия
Гортензия Панум (дат. Hortense Panum; 14 марта 1856, Киль — 26 апреля 1933) — датский музыковед. Дочь Петера Людвига Панума.

## Биография
С детских лет жила в Копенгагене, училась музыке у Августа Виндинга, Виктора Бендикса и Орлы Розенхофа. Затем изучала историю музыки в Берлине под руководством Вильгельма Таперта.
В 1888 г. опубликовала в немецком журнале Monatshefte für Musikgeschichte первую научную статью, посвящённую органным произведениям ганноверского композитора XVII века Мельхиора Шильдта. Многие статьи Панум посвящены музыкальной истории Северной Европы: в частности, она изучала место арфы и лиры в скандинавской древности, струнные инструменты северного Средневековья; этот круг интересов Панум нашёл отражение в монографии «Средневековые струнные» (дат. Middelalderens Strengeinstrumenter; 1915) и её расширенной версии «Средневековые струнные и их предшественники в древности» (дат. Middelalderens Strengeinstrumenter og deres Forløbere i Oldtiden; 1928). Гортензии Панум принадлежит также ряд обзорных работ, из которых наибольшее значение имел первый том «Иллюстрированной истории музыки» (дат. Illustreret Musikhistorie; 1905; второй том — Вильям Беренд).
С 1904 г. преподавала в копенгагенском Народном университете, с 1907 г. — в Королевской консерватории.